# Pierre Germineau

a Compétitions nationales et continentales officielles uniquement.

b Matchs officiels uniquement.
Pierre Germineau, né le 18 octobre 1908 à Cabara et mort le 11 octobre 1979 à Créteil, est un joueur de rugby à XV et de rugby à XIII international français évoluant au poste de demi de mêlée dans les années 1930 et 1940.
Il est considéré comme l'un des meilleurs demi de mêlées de rugby à XV en France dans la première moitié des années 1930 bien qu'il ne compte aucune sélection officielle, il participe toutefois à des rencontres de l'équipe de France non officielle à une époque où celle-ci est mise au ban du Tournoi des Cinq Nations.
Lors de l'arrivée du rugby à XIII, il rejoint rapidement le projet créé de Paris XIII pour jouer dans ce nouveau code de rugby. Il s'y adapte vite et compte une sélection en équipe de France en étant l'artisan de la première victoire officielle de son histoire de cette sélection contre le pays de Galles 18-11 dans le cadre de la Coupe d'Europe des nations 1935 avec deux buts inscrits.

## Biographie

### Éléments biographiques
Pierre Germineau est natif de Cabara. Son père, François Germineau, est sommelier, et sa mère se nomme Marie Maynard.

### Carrière en rugby à XV
Il découvre le rugby à XV lors de son arrivée à l'école professionnelle de Sainte-Foy-la-Grande. Pierre Germineau joue dans les années 1930 au rugby à XV pour le Stade français qui évolue dans le Championnat de France de première division. Il prend part au premier match de rugby à XV dans la nouvelle enceinte du Parc des Princes qui vient de refaire peau neuve avec le Stade français contre le Stade toulousain en octobre 1932. Il y a pour équipier et ami Jean Blond. En mai 1933, il est sélectionné avec l'équipe de France pour un match d'exhibition contre une sélection du Maroc, il s'y trouve aux côtés de Max Rousié, Léopold Servole, Sylvain Bès, Jean Duhau, Blond et Joseph Griffard. Il est annoncé en octobre 1933 sa radiation du club du Stade Français sans plus de détails.

### Carrière en rugby à XIII

#### Sous le maillot de Paris XIII et Q.E.C.
En octobre 1934, la constitution d'un club nouvellement créé à la suite de l'arrivée du rugby à XIII à Paris prend le nom de Paris XIII. Pierre Germineau est l'un des premiers joueurs annoncés dans ce club avec son coéquipier à la charnière du Stade français Minvielle, accompagnés de Louis Brané, Roger Claudel et Georges Caussarieu. Il joue durant quatre années, entre 1934 et 1938, pour Paris XIII, prenant part au Championnat de France où le club occupe des places d'honneur entre la 7e et la 9e place. Il dispute également le 21 avril 1935 une demi-finale en Coupe de France perdue 22-15 contre le club de Perpignan le XIII Catalan, meilleur résultat du club de Paris dans cette compétition d'avant-guerre. Il poursuit sa carrière en rugby à XIII malgré l'arrêt du club de Paris XIII en mai 1938. Il continue la pratique du rugby à XIII en s'entraînant dans l'équipe amateur du Quartier Etudiant Club à Paris qui dispute le Championnat de Paris ainsi qu'à leur tournée en Angleterre lors des fêtes pasquales de 1939. La guerre arrivant entre-temps, Germineau est nommé sergent en décembre 1939.

#### Sous le maillot de l'équipe de France
Aux côtés de ses performances en club, Pierre Germineau constitue l'un des premiers internationaux français de rugby à XIII. Préféré à Joseph Carrère à la mélée à la suite d'une performance de sa part à Perpignan où Germineau déclare sur le ton de la plaisanterie « Vraiment, si l'on ne me prend pas, je crois qu'il ne me restera plus qu'à plonger dans la Seine », il est convoqué pour disputer à vingt-six ans la rencontre de Coupe d'Europe des nations 1935 contre le pays de Galles au stade Suzon à Bordeaux le 1er janvier 1935. Placé à la charnière avec Max Rousié de Villeneuve-sur-Lot devant 18 000 spectateurs dont le député-maire de Bordeaux Adrien Marquet, il est l'un des artisans du premier succès international du XIII de France en réussissant deux pénalités et permettant à la France de gagner ce match 18-11. Qualifié d'« étincelant » par le journal l'Auto au sujet de cette rencontre, il tient sa place jusqu'au bout du match malgré une blessure. Le sélectionneur, Jean Galia, ne le reconduit pourtant pas pour le second match de la Coupe d'Europe contre l'Angleterre préférant rappeler Carrère et miser sur des éléments plus défensifs.
Retrouvant sa forme en avril 1936, Germineau est convoqué par Galia pour des tests de sélection. En compétition avec Gabriel Clément de Roanne, il connaît sa deuxième rencontre sous le maillot de l'équipe de France, car celle-ci n'est pas considérée comme un match officiel, contre les Dominions XIII le 26 avril 1936. Dans un sol boueux, la France domine les Dominions 8-5 où Germineau transforme un essai d'André Cussac. Germineau aura pris part aux deux premières rencontres victorieuses de l'histoire de l'équipe de France.

### Arrivée de la guerre
Mobilisé en raison de l'arrivée de la Seconde Guerre mondiale, Pierre Germineau joue un temps avec l'équipe de rugby à XV de Tours avec Raymond Le Goff, puis joue pour l'Olympique de Saint-Denis en 1941. En novembre 1942, au cours d'une rencontre, Germineau, devenu dans la vie civile sous-directeur d'usine, déclare à l'arbitre « Vous n'êtes pas honnête » ce qui est sanctionné d'une année de suspension alors qu'il n'avait jamais connu de suspension en 21 ans de carrière. Sans précédent, cette sanction pour faute bénigne, vaut exemple pour la Fédération française de rugby à XV et beaucoup dénoncent deux poids deux mesures. Germineau est finalement requalifié en février 1943 après trois mois de suspension.

## Palmarès

### Rugby à XIII

#### Détails en sélection
| 1. | 1er janvier 1935 | Pays de Galles | 18-11 | Coupe d'Europe | Demi de mêlée | 4 | - | 2 | - |
| .  | 26 avril 1936    | Dominion XIII  | 8-5   | Test-match     | Demi de mêlée | 2 | - | 1 | - |

#### En club
| Saison    | Saison                 | Championnat           | Championnat | Championnat | Championnat | Championnat | Championnat | Championnat |
| Saison    | Saison                 | Compétition           | M           | Pts         | Ess.        | Buts        | Dp.         |             |
| --------- | ---------------------- | --------------------- | ----------- | ----------- | ----------- | ----------- | ----------- | ----------- |
| 1934-1935 | Paris XIII             | Championnat de France | ?           | -           | -           | -           | -           |             |
| 1935-1936 | Paris XIII             | Championnat de France | ?           | -           | -           | -           | -           |             |
| 1936-1937 | Paris XIII             | Championnat de France | ?           | -           | -           | -           | -           |             |
| 1937-1938 | Paris XIII             | Championnat de France | ?           | -           | -           | -           | -           |             |
| 1938-1939 | Quartier Etudiant Club | Championnat de Paris  | ?           | -           | -           | -           | -           |             |